# Karabin HK PSG1

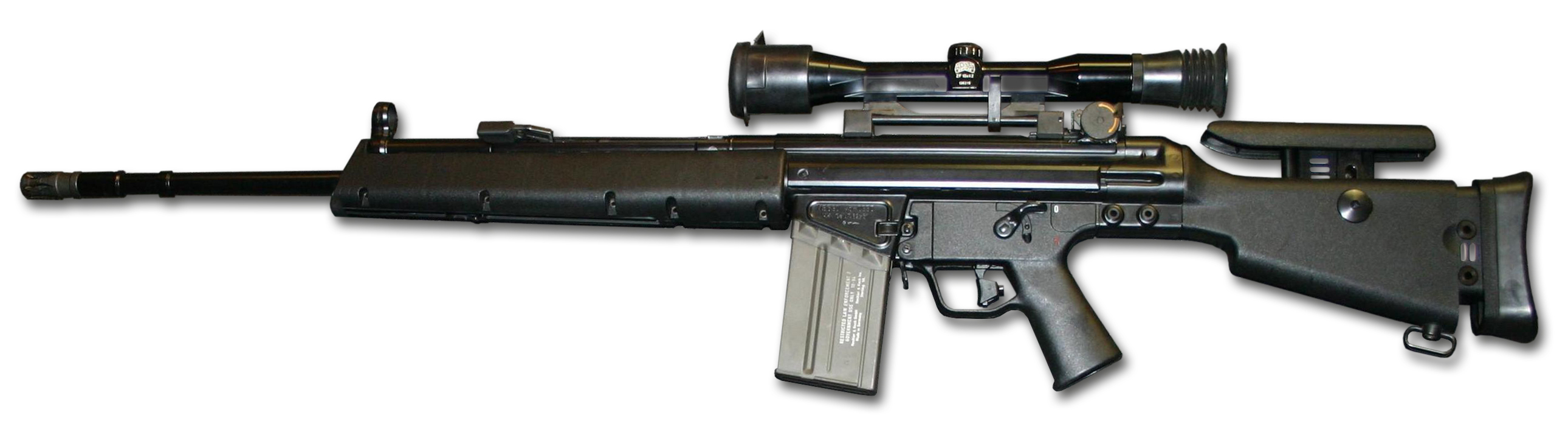
MSG90
(Wersja PSG1 produkowana od lat 90.)

HK PSG1 – niemiecki karabin wyborowy opracowany przez przedsiębiorstwo Heckler & Koch.

## Historia
W niemieckiej Heckler & Koch GmbH opracowano 7,62 mm karabin strzelca wyborowego oznaczonego PSG1 (niem. Präzisionsschützengewehr – karabin strzelca precyzyjnego), przystosowany do naboju karabinowego 7,62 x 51 mm NATO.
Karabin stał się podstawą do opracowania karabinu MSG90, który jest jego udoskonaloną wersją.
Karabin ten używany jest w jednostkach specjalnych wojska i policji wielu krajów, w tym w polskiej jednostce GROM czy niemieckiej GSG-9.

## Opis konstrukcji
Karabin PSG1 jest bronią samopowtarzalną działającą na zasadzie odrzutu zamka półswobodnego (otwarcie zamka opóźniają dwie rolki), opartą w głównej mierze na konstrukcji karabinu automatycznego H&K G3. Karabin posiada urządzenie do cichego zamykania zamka. Zasilany jest z magazynka pudełkowego o pojemności 5 lub 20 nabojów (standardowy magazynek do G3). Lufa z przewodem poligonalnym. Posiada kolbę o regulowanej długości, oraz teleskopowy celownik optyczny firmy Hensoldt ZF 6 × 42  o powiększeniu 6x. Broń posiada podstawę trójnożną. Zasięg skuteczny karabinu PSG1 jest determinowany m.in. przez celownik, który dostosowany jest do odległości od 100 do 600 metrów.
Jest to jeden z droższych, produkowanych seryjnie karabinów wyborowych na rynku, jego cena waha się w okolicach $10 000, w podstawowej wersji.